# Olšovec
Olšovec (německy Olspitz) je obec ležící v okrese Přerov. Žije zde 518 obyvatel. Součástí obce je i vesnice Boňkov.

## Historie
První písemná zmínka o obci pochází z roku 1548. Od 30. dubna 1976 do 23. listopadu 1990 byla obec spolu se svou částí Boňkov součástí města Hranice.
Na území obce se v době protektorátu nacházel romský sběrný tábor.

## Doprava
Na území obce zasahuje malý úsek dálnice D1 včetně části exitu 308-Hranice. Obcí prochází silnice II/440 v úseku Potštát Boňkov - Olšovec - Hranice. Dále zde vedou silnice III. třídy:
- III/44014 Olšovec - Partutovice
- III/44016 Olšovec - Střítež
- III/44020 exit 308 - Střítež

## Pamětihodnosti
- Zvonice
- Soudkova štola - přírodní památka a štoly

## Galerie

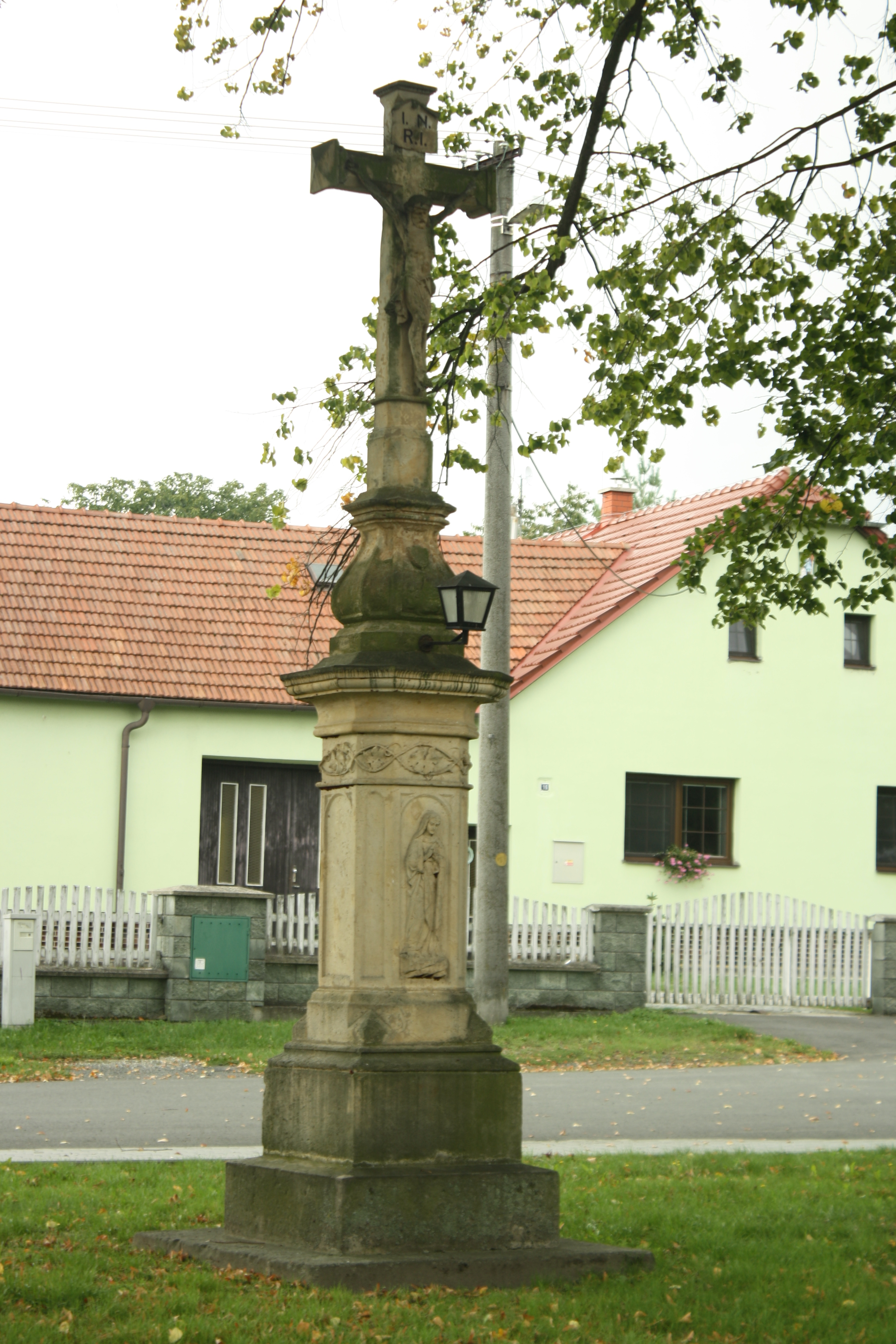
Kříž v obci
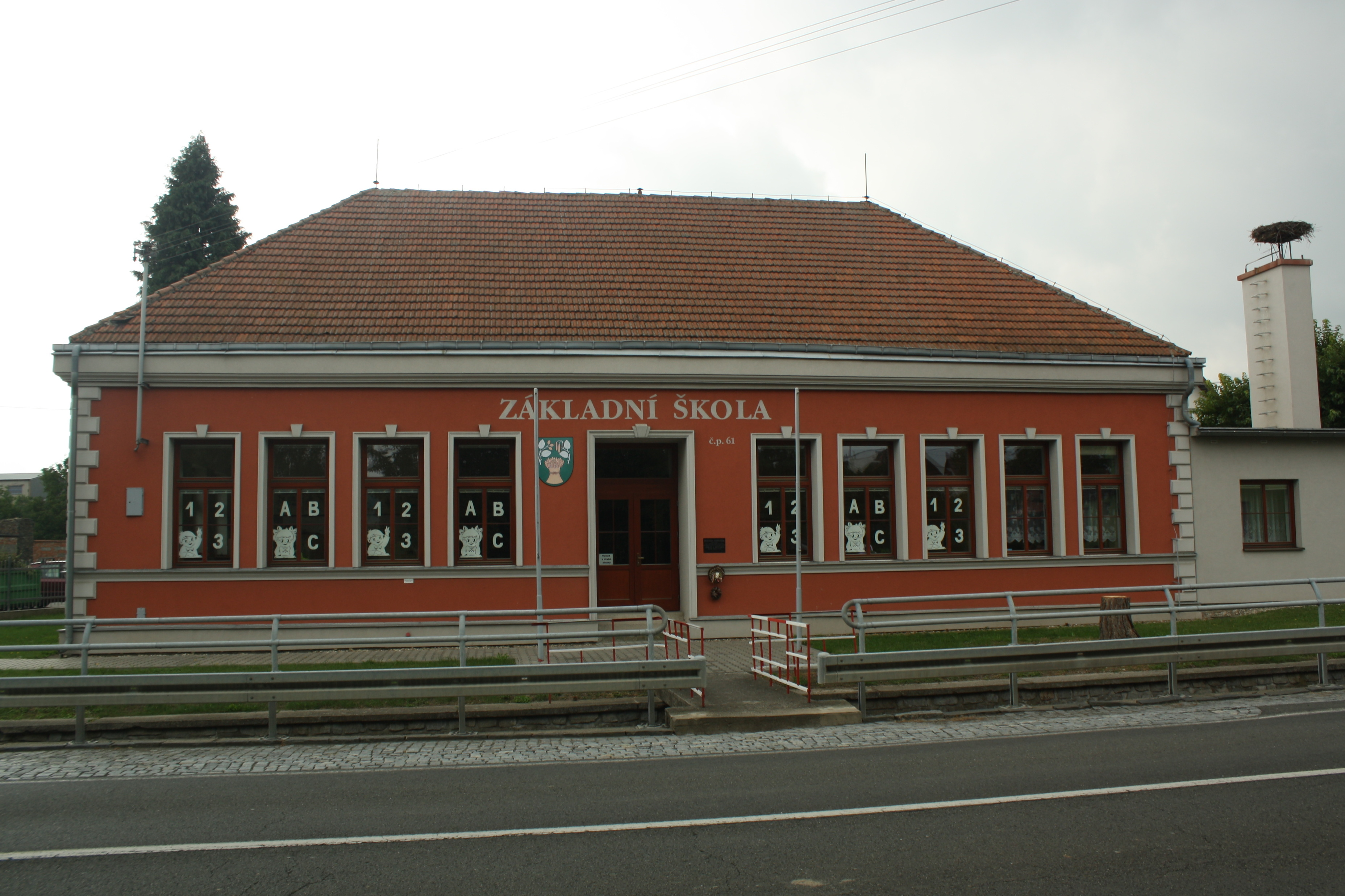
Základní škola
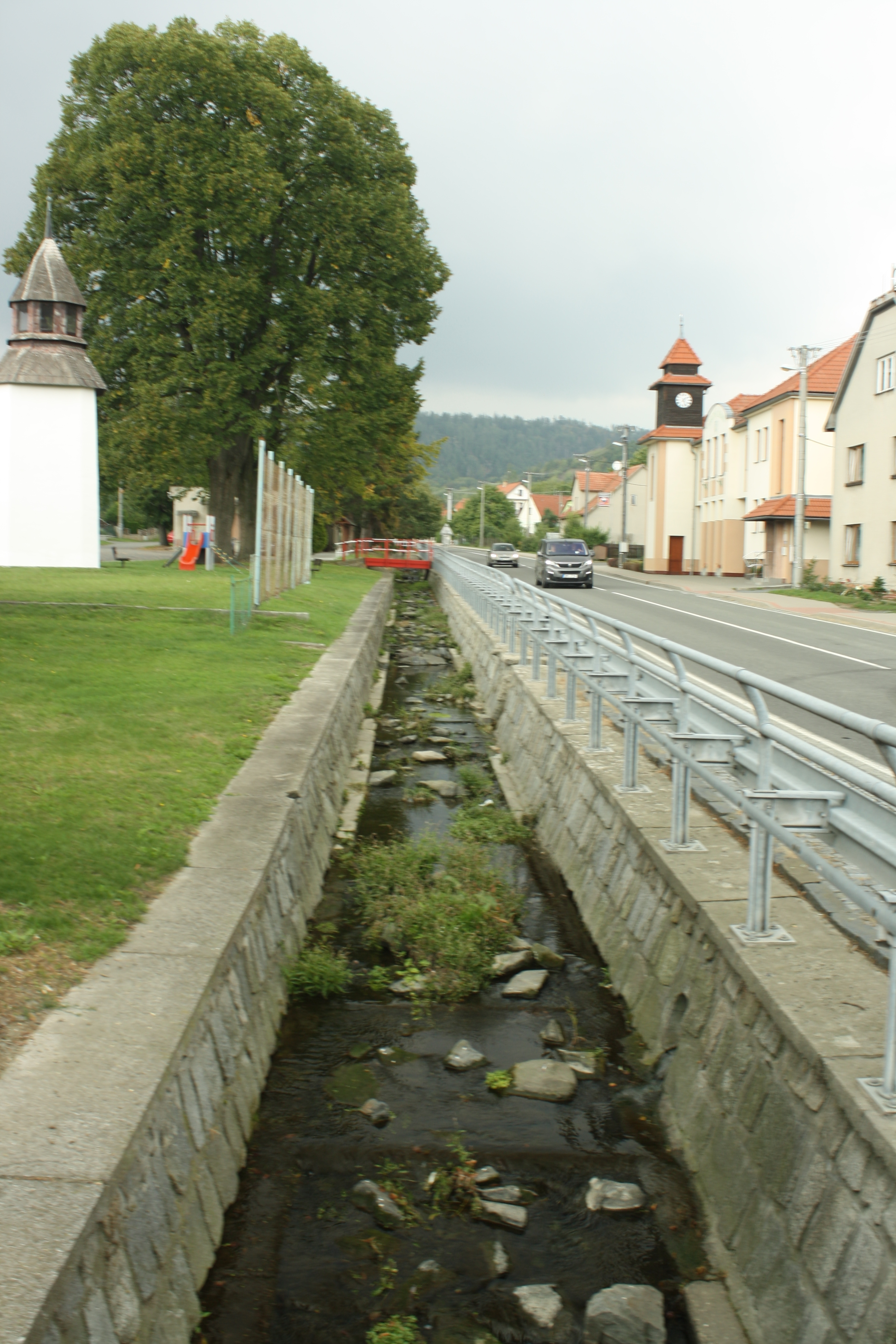
Potok Mraznice protékající Olšovcem
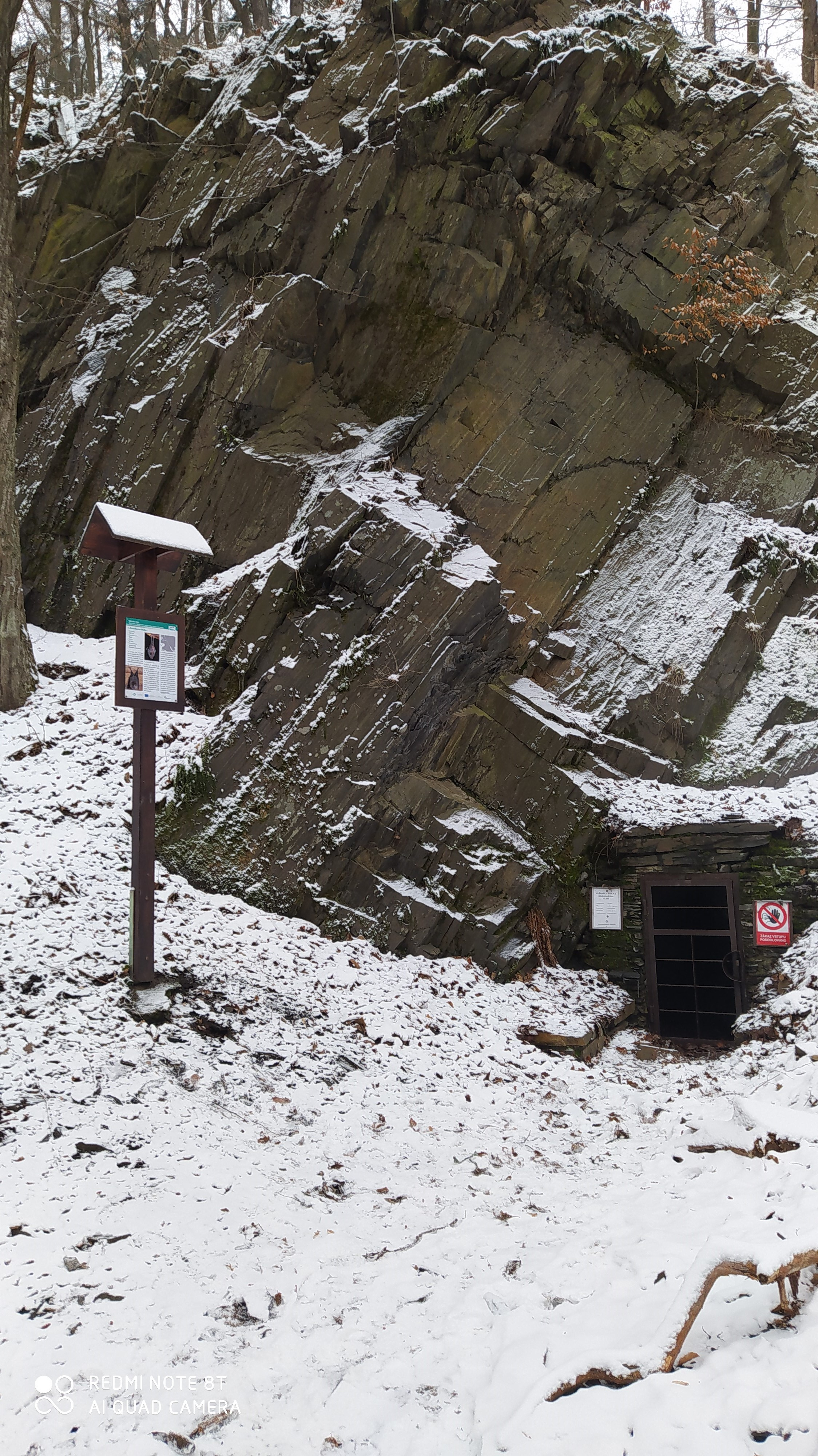
Soudkova štola